# Olesno
Pour les articles homonymes, voir Olesno (homonymie).
Olesno (en allemand : Rosenberg) est une ville polonaise, siège de la gmina du même nom et du powiat d'Olesno, dans la voïvodie d'Opole.

## Histoire
De 1743 à 1945, Rosenberg-en-Haute-Silésie est le chef-lieu de l'arrondissement de Rosenberg-en-Haute-Silésie dans le district d'Oppeln au sein de la province de Silésie.

## Personnalités
- Horst von Wolff (1886-1941), militaire allemand, né à Rosenberg.
- Oswald Lehnich (1895-1961), homme politique allemand, né à Rosenberg.
- Vera Scholz von Reitzenstein (1924-2018), sculptrice germano-suisse, née à Rosenberg.
- Helmuth von Pannwitz né le 14 octobre 1898 à Botzanowitz, près de Rosenberg O.S. e est un aristocrate prussien et lieutenant-général de la Wehrmacht qui fut commandant du 15e corps SS de cavalerie cosaque.